# Tambak Rejo (Tempel)
Tambak Rejo is een bestuurslaag in het regentschap Sleman van de provincie Jogjakarta, Indonesië. Tambak Rejo telt 4522 inwoners (volkstelling 2010).